# Трифоновка (Сєверний район)
Три́фонівка (рос. Трифоновка) — село у складі Сєверного району Оренбурзької області, Росія.

## Населення
Населення — 243 особи (2010; 313 у 2002).
Національний склад (станом на 2002 рік):
- мордва — 78 %